# Metropolitano de Edmonton
O Metrô de Edmonton (Edmonton Light Rail Transit), mais conhecido como LRT, é um sistema de metropolitano ligeiro da cidade de Edmonton, estado de Alberta, no Canadá.
Estão em operação 18 estações, com 24.3 km em duas linhas (linha Capital e linha Metro).